# Чаша греха
Чаша греха је девети студијски албум фолк певачице Снеки Бабић, издат 1997. године за ПГП РТС и Лаки Саунд.Албум је радио Фута бенд, и на њему се налази нова ремикс верзија песме Ја нисам прва ни последња за коју је снимљен нови спот. Осим песме Хеј мајко мати коју је радио Адо Гегај, све остале песме радили су Марина Туцаковић и Александар Фута Радуловић.

## Списак песама
Аутор(и) свих текстова: Марина Туцаковић, аутор(и) свих песама: Александар Фута Радуловић, осим Хеј мајко мати Адо Гегај и песме 3 и 5 (традиционал).
| №  | Назив                       | Трајање |  |
| 1. | Чаша греха                  |         |  |
| 2. | Хеј мајко, мати             |         |  |
| 3. | Варао ме драги              |         |  |
| 4. | Никада ме запросио ниси     |         |  |
| 5. | Џа или бу                   |         |  |
| 6. | Касно Марко на Косово стиже |         |  |
| 7. | Гледам своје лице           |         |  |
| 8. | Нађите му једну ману        |         |  |
| 9. | Ја нисам прва ни последња   |         |  |